# Geodena semihyalina
Geodena semihyalina är en fjärilsart som beskrevs av Swinhoe 1904. Geodena semihyalina ingår i släktet Geodena och familjen mätare. Inga underarter finns listade i Catalogue of Life.